# Lo Païs
Pour plus de détails, voir Fiche technique et Distribution.
Lo Païs est un film français réalisé par Gérard Guérin et sorti en 1973.

## Synopsis
Gaston, 23 ans, a quitté son village de l'Aveyron pour Paris où il tente de trouver un travail. Il devient colleur d'affiches. Les rencontres qu'il fait éveillent sa conscience politique. Revenu dans son village à l'occasion de quelques jours de vacances, il assiste à des manifestations de paysans du Larzac. Cette expérience le conduit à prendre la décision de rester au pays.

## Fiche technique
- Titre original : Lo Païs ou Le Sourire[1]
- Réalisation : Gérard Guérin
- Scénario : Jean-Pierre Bastid, Gérard Guérin et Gérard Mordillat
- Dialogues : Gérard Guérin
- Photographie : Jean Monsigny
- Montage : Anne-Marie Deshayes
- Musique : Gilles Servat
- Sociétés de production : Laura Productions - Stephan Films
- Pays :  France
- Genre : comédie dramatique
- Durée : 90 minutes
- Date de sortie : France - 22 novembre 1973

## Distribution
- Olivier Bousquet
- Anny Nelsen
- Nada Strancar
- Gilles Servat
- Anne-Marie Coffinet

## Sélection
- Festival de Cannes 1973 (hors compétition)[2]